# 菲利波·马尼尼
菲利波·马尼尼（義大利語：Filippo Magnini；1982年2月2日—），意大利男子游泳運動員。身高六呎二吋，他於2005和2007年兩次獲得100米自由泳的世界冠軍。他代表意大利參加了奧運會和世界游泳錦標賽等比賽。